# Phalangopora regularis
Phalangopora regularis is een hydroïdpoliep uit de familie Stylasteridae. De poliep komt uit het geslacht Phalangopora. Phalangopora regularis werd in 1897 voor het eerst wetenschappelijk beschreven door Kirkpatrick. 